# 19-та флотилія підводних човнів Крігсмаріне
19-та флотилія підводних човнів крігсмаріне — підрозділ військово-морського флоту Третього Рейху.

## Історія
Дев'ятнадцята флотилія підводних човнів крігсмаріне була створена в жовтні 1943 року з чотирьох човнів типу IIC 22-ї флотилії, які спочатку входили до складу 1-ї флотилії як бойові субмарини. Беззмінним командиром флотилії став корветтен-капітан Йост Мецлер, а базою флотилії став порт Піллау.
У 19-й флотилії займалися підготовкою майбутніх офіцерів-підводників, які освоювали прийоми поводження з човном. Після закінчення основного курсу, найперспективніших офіцерів відправляли на 12-тижневий курс командирів підводних човнів, що включав як теоретичні заняття, так і морські навчання.
У лютому 1945 року флотилія перебазувалася в Кіль, де і була розформована у травні 1945 року.

## Склад
До складу 19-ї флотилії входили 4 субмарини:
| Тип | Кількість | Представники           |
| --- | --------- | ---------------------- |
| IIC | 4         | U-56, U-57, U-58, U-59 |